# Galera (série de televisão)
Galera (estilizado como GALΣⓇA) é um seriado brasileiro produzido e exibido pela TV Cultura. Estreou em 15 de dezembro de 2003, contendo cinco episódios na primeira temporada, os quais foram ao ar nas segundas-feiras às 18h15. A segunda temporada foi exibida entre 6 de junho e 8 de agosto de 2004 com dez episódios às 14h30 dos domingos. Teve o roteiro escrito por Beto Moraes e Carlos Nascimbeni e direção de Jeremias Moreira. A série, inspirada nas temáticas de outra produção da emissora, Confissões de Adolescente, abordava o universo dos adolescentes com um olhar verossímil, incluindo questões como uso de drogas, homossexualidade, sexo, amores e primeiro emprego. A série foi indicadao ao Prémio Emmy Internacional na categoria Melhor programa infantojuvenil em 2004.

## Produção
"Os jovens desta idade têm as mesmas dúvidas, problemas e experiências. Nossa intenção não é maquiar a realidade, mas fazer o público refletir sobre os temas retratados"

— O diretor Jeremias Moreira sobre o cuidado em ser o mais realista possível sobre as temáticas do universo adolescente.
A produção do seriado começou em 2002, quando a direção começou a formar a equipe e selecionar o elenco. As gravações do seriado foram realizadas em janeiro de 2003, embora só tenha ido ao ar em dezembro, uma vez que a TV Cultura dedicou-se a buscar patrocinadores para lançá-lo ao ar. A inspiração para as temáticas – como sexo, gravidez na adolescência, homossexualidade e drogas – veio do seriado Confissões de Adolescente, de 1994 também da Cultura, o qual eram abordados contextos considerados "pesados" pelos grandes veículos, porém verossímeis em paralelo a realidade dos jovens.
A intenção dos roteiristas foi ocupar a lacuna existente na retratação da realidade do jovem de classe média brasileiro, a qual não tinha representatividade em Malhação, da Rede Globo, que retratava jovens de classe alta em um colégio particular, ou Turma do Gueto, da RecordTV, que se passava na periferia. O diretor Jeremias Moreira revelou que a a proposta da série era fazer o jovem refletir e se identificar sobre sua própria vida, além do público mais conservador contestar seus ideais: "Não passamos nada de forma careta porque temos que manter um público que é contestador e muito superativo". A direção optou por um formato diferente do teledramaturgia comum, buscando utilizar a mesma iluminação, enquadramento de câmera e planos de imagem que se usava no cinema, além da gravações ocorrerem totalmente dentro do Escola Estadual Professor Ascêndino Reis, em São Paulo, não tendo cenários montados em estúdio, buscando o mesmo realismo de imagem que aconteceu em Mundo da Lua, gravado em uma casa real. Em cada episódio foram aplicados citações e referências de personalidades da música, filosofia, literatura e artes, como Shakespeare, Edgar Allan Poe, Johann Wolfgang von Goethe, Oscar Niemeyer, Machado de Assis e John Lennon, passando informação educacional de forma subliminar e sem didatismo.
A primeira temporada estreou em 15 de dezembro de 2003, porém antes mesmo da exibição já havia sido renovada para a segunda. Para a segunda temporada, a direção da emissora decidiu transferir Galera para os domingos às 14h30, fazendo parte de uma grade vespertina preparada especialmente para o público adolescente, vindo na sequência do seriado Confissões de Adolescente e antes da produção Guerrilha, programa de debates com adolescentes sobre cultura, preconceito e ideologias jovens. A temporada estreou em 25 de junho de 2004, encerrando-se em 8 de agosto com dez episódios. Cada episódio foi orçado em 30 mil reais.

### Escolha do elenco

Elenco da primeira temporada – Acima: Roberta Youssef, Fábio Montanari, Fábio Nepomuceno, Ícaro Silva, Carlos Cezar Medeiros, Rita Batata e Kleber Osako. Abaixo: Tamy Rente, Bárbara Mascarenhas, Lívia Prestes, Paulo Uemura, Felipe Lopes, Bruna Rezende e Rafael Barioni.

Para o elenco principal, formado pelos 14 jovens estudantes, a direção optou por atores que, majoritariamente, não tivessem ainda grande experiência na televisão para alçar novos nomes para os trabalhos, além de utilizar jovens que realmente estudassem em colégios públicos. Apenas Rafael Barioni, que interpretou o protagonista Neto, foi previamente reservado pela emissora, uma vez que havia feito parte do programa X-Tudo, também da TV Cultura, por quase dez anos – antes assinando ainda como Rafael Meira. No final de 2002 a direção selecionou 297 atores entre 14 e 18 anos para a primeira fase de testes, no qual eles passavam por uma entrevista com preparadores de elenco e um exame de improvisação, dos quais 70 foram selecionados para a segunda etapa, que ocorreu em duplas para avaliar o poder de criatividade e trabalho em grupo em que eles tinham.
Nesta fase eles encenaram uma cena dramática juntos, extraindo 38 candidatos para a terceira e última fase, os quais foram divididos em três grupos de 12 e 13 atores e aplicado um teste já com os personagens que haviam sido criados para o seriado, finalmente chegando aos 14 que fariam parte do elenco jovem. Em fevereiro de 2003 Ícaro Silva passou nos testes para a décima temporada de Malhação, da Rede Globo, o que impediu-o de retornar para a segunda temporada, quando foi substituído por José Trassi no mesmo personagem.

### Preparação
Os 14 escolhidos passaram por treinamentos com preparadores de elenco em duas fases, sendo a primeira ministrada por Magno Silveira e a segunda por Sérgio Penna, sendo que os jovens ficaram encarregados de desenvolver as características de seus personagens, as quais foram criadas pelo roteirista Beto Morais, e criar uma biografia para eles, contendo toda trajetória, vida familiar, gostos musicais e particulares, onde nasceu, onde morou, com quem namorou, quais os problemas particulares e quais são os amigos dentro do grupo, lendo este perfil para os demais e discutidas em grupo para serem aplicadas ao papel, dando assim uma veracidade para o ator poder interpretar alguém de quem ele sabe as origens. Foram aplicadas as tradicionais táticas de preparação segundo o Sistema Stanislavski de Constantin Stanislavski e o Ponto de Concentração de Viola Spolin, o quais ajudariam-nos a construir o personagem na forma de agir. Houve a gravação de um piloto prévio em que os atores tiveram que interpretar diretamente para a câmera e, posteriormente, assistirem este trabalho – o qual, segundo o diretor, gerou um desapontamento por parte de alguns com a própria atuação, sendo esta a intenção da equipe para que cada um deles pudesse alterar o que viam errado e melhorar suas expressões para a gravação do real piloto que iria ao ar.

## Enredo
A série segue a vida de um grupo de jovens de 16 anos em um colégio público com os dramas e dilemas que cercam a adolescência, incluindo drogas, homossexualidade, sexo e amores. Neto (Rafael Barioni) é ótimo nos esportes e grande skatista, que chama a atenção de todas as garotas e, geralmente, é designado a tomar as decisões por todos, embora se sinta pressionado a ser sempre o melhor pelos pais. Gisele (Lívia Prestes), que sonha em ser modelo e é encanada com tudo que come por isso e começa a desenvolver bulimia. Ana K (Roberta Youssef) é a mais complexa da turma – liberal, ela é bissexual, gosta de tatuagens, tocar guitarra e trabalha em uma loja de discos para conseguir dinheiro extra para ir nos shows das bandas de rock que gosta, embora as vezes pense em suicídio. Ela gosta de Pedro (José Trassi), um rapaz idealista que luta contra o preconceito, o que faz com que fique amigo de Dêmi (Fábio Nepomuceno), o artista da turma, que sofre racismo de alguns alunos de alta renda por ser da periferia e ter que trabalhar para sustentar a os pais desempregados. 
Binho (Fábio Montanari) é o nerd da turma, engajado politicamente e na organização de shows e eventos, embora esconda de todos que se sente feio e que goste de garotos. Gunji (Paulo Uemura) é melhor amigo de Neto, embora nada popular como ele, sendo namorado de Janete (Bruna Rezende), uma moça tímida e evangélica, que contrasta em seguir os ensinamentos da família ou fazer o que tem vontade, incluindo transar. Tutu (Carlos Cezar Medeiros) se sente culpado pela separação dos pais e, por reprimir isso, desenvolveu uma série de TOCs de ordem e limpeza. Max (Bárbara Mascarenhas) é engajada nas causas ecológicas e voluntária em uma ONG de preservação da Mata Atlântica. Filho de pais que vivem juntos sem amor, Léo (Kleber Osako) é um descendente de orientais alvo da indiferença do pai e da ausência da mãe – que tem depressão pela situação em que vive – o que fez com que ele seja tímido, melancólico e quase sem amigos. O rapaz namora Marcela (Rita Batata), filha de italianos e que tenta fugir totalmente das origens da família, tendo um estilo de vida hipster e totalmente conectada na tecnologia. Quem completa o grupo é Sylvia (Tamy Rente), uma patricinha que adora falar de si mesma e ostenta uma vida de riqueza que não tem, uma vez que seus pais estão desempregados e perderam tudo, o que faz com que ela se envergonhe deles e procure nunca apresentá-los.
Quem tenta ajudar a turma é o diretor Paulo (Leonardo Medeiros), um educador bondoso que tenta sempre estar por dentro dos dilemas dos adolescentes e compreende-los da melhor forma. O mesmo não acontece com o inspetor Jaime (Carlos Careqa), um homem severo, retrógrado e cheio de regras, que despeja intolerância e preconceitos. Ainda no colégio estão o revolucionário professor de matemática Mecheli (Luciano Quirino), a compreensiva professora de português Rosa (Lena Roque), a feminista professora de educação física Ciça (May Malveira) e a sensual professora de história Plurabelle (Tânia Kalil), que desperta o imaginário dos garotos. Com menor destaque, ainda estão na mesma sala da turma a solitária Pérola (Paula Martins), que namora Dêmi, e o explosivo Wal (Felipe Lopes), o encrenqueiro do colégio que sempre tenta puxar briga com todos, além da chegada de Déia (Isabel Martins), uma nerd novata.

## Elenco
| Personagem             | Ator / Atriz                  |
| ---------------------- | ----------------------------- |
| Rafael Barioni         | Ernesto Villapaim Neto (Neto) |
| Roberta Youssef        | Ana Karina Moraes (Ana K)     |
| Lívia Prestes          | Gisele Dias de Souza          |
| Ícaro Silva (1ª temp.) | Pedro Pereira                 |
| José Trassi (2ª temp.) | Pedro Pereira                 |
| Paulo Uemura           | Gunji Yoshima                 |
| Bruna Rezende          | Janete Alves                  |
| Fábio Montanari        | Rubens Medeiros (Binho)       |
| Fábio Nepomuceno       | Ademir Ferreira Junior (Dêmi) |
| Rita Batata            | Marcela Bellini               |
| Kleber Osako           | Leonardo Nakamura (Léo)       |
| Carlos Cezar Medeiros  | Arthur Vaz (Tutu)             |
| Bárbara Mascarenhas    | Maximiana dos Santos (Max)    |
| Tamy Rente             | Sylvia Barreto                |
| Leonardo Medeiros      | Diretor Paulo                 |
| Tânia Kalil            | Profª. Plurabelle             |
| Carlos Careqa          | Inspetor Jaime                |
| May Malveira           | Profª. Ciça                   |
| Luciano Quirino        | Prof.Mecheli                  |
| Lena Roque             | Profª. Rosa                   |
| Felipe Lopes           | Waldir (Wal)                  |
| Paula Martins          | Pérola                        |
| Isabel Martins         | Andréia (Déia)                |
| Jonas Bloch            | Paulo Villapaim (Pai de Neto) |

## Recepção da crítica
Galera recebeu críticas positivas dos profissionais especializados. O jornal O Estado de S. Paulo declarou que a série conseguia atingir os jovens genuínos, passando longe do surrealismo de Malhação, da Rede Globo, que apostava em "patricinhas de classe alta" em cenas leves e distantes da realidade dos adolescentes, dizendo que a produção era "modesta, mas bem intencionada" e comparando a narração literária ao programa Cena Aberta para expor os diferentes pontos de vista.

## Episódios

### 1ª temporada (2003–04)
| # | # | Título                        | Tema             | Exibição original      |
| - | - | ----------------------------- | ---------------- | ---------------------- |
| 1 | 1 | "Que Zorra de Galera É Essa?" | Estudos          | 15 de dezembro de 2003 |
| 2 | 2 | "Mó Sei Lá"                   | Ansiedade        | 22 de dezembro de 2003 |
| 3 | 3 | "Já Era!"                     | Suicídio         | 29 de dezembro de 2003 |
| 4 | 4 | "E Aí, Ficou?"                | Namoros          | 5 de janeiro de 2004   |
| 5 | 5 | "Que País É Este?"            | Injustiça social | 12 de janeiro de 2004  |

### 2ª temporada (2004)
| #  | #  | Título                       | Tema                          | Exibição original   |
| -- | -- | ---------------------------- | ----------------------------- | ------------------- |
| 1  | 6  | "Era Uma Vez a Primeira Vez" | Primeira vez / Sexo           | 6 de junho de 2004  |
| 2  | 7  | "Mó Treta, Aí"               | Brigas                        | 13 de junho de 2004 |
| 3  | 8  | "O Que Cê Vai Ser?"          | Futuro profissional / Emprego | 20 de junho de 2004 |
| 4  | 9  | "A Vida É um Jogo?"          | Rivalidades                   | 27 de junho de 2004 |
| 5  | 10 | "O Espelho de Alice"         | Dúvidas existenciais          | 4 de julho de 2004  |
| 6  | 11 | "Na Cola do Epiceno"         | Homossexualidade              | 11 de julho de 2004 |
| 7  | 12 | "Idiotice Ltda."             | Preconceito                   | 18 de julho de 2004 |
| 8  | 13 | "Enfim Longe"                | Liberdade                     | 25 de julho de 2004 |
| 9  | 14 | "Barato e Caro"              | Drogas                        | 1 de agosto de 2004 |
| 10 | 15 | "Barriga, Já?"               | Gravidez na adolescência      | 8 de agosto de 2004 |

## Prêmios e indicações
| Ano  | Prêmio                    | Categoria                      | Resultado | Ref.        |
| ---- | ------------------------- | ------------------------------ | --------- | ----------- |
| 2004 | Prémio Emmy Internacional | Melhor programa infantojuvenil | Indicado  | [ 3 ] [ 4 ] |